# Satomi Ton

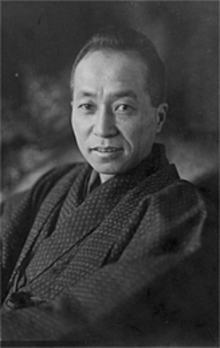
Satomi Ton (1927)

Satomi Ton (japanisch 里見 弴; * 14. Juli 1888 in Yokohama; † 21. Januar 1983) war ein japanischer Schriftsteller.
Satomi wurde in die einflussreiche Familie Arishima geboren, jedoch von der Familie seiner Mutter adoptiert. Daher war sein bürgerlicher Name Yamanouchi Hideo (山内 英夫). Auch seine älteren Brüder Arishima Takeo und Arishima Ikuma wurden als Schriftsteller bekannt. Trotz der Adoption wuchs er bei seinen Eltern auf.
Nach dem Besuch der Gakushūin-Oberschule studierte Satomi an der Universität Tokio, ohne jedoch einen Abschluss zu erlangen. Aus dem Jahre 1909 sind einige Radierungen überliefert, die auf einen Kursus bei Bernard Leach zurückgehen und die ein bildnerisches Talent erkennen lassen. 1910 gründete er mit seinen Brüdern und den Schriftstellern Mushanokōji Saneatsu und Shiga Naoya die Künstlergruppe Shirakaba. Er erweckte das Interesse Izumi Kyōkas, dessen Schüler er wurde.
Satomis Romane zeichnen sich durch genaue psychologische Beobachtung und realistische Dialoge aus. Zu seinen bekanntesten Werken zählen Zenshin Akushin (善心悪心), Tajō Busshin (多情仏心), Anjō-ke no Kyōdai (安城家の兄弟) und Gokuraku Tombo (極楽とんぼ).
1959 wurde Satomi mit dem Kulturorden ausgezeichnet.